# Marek (Hrynczewski)
Marek, imię świeckie Wasyl Josypowycz Hrynczewski (ur. 18 stycznia 1978 w Demjankiwcach) – biskup Kościoła Prawosławnego Ukrainy, wcześniej (do 2018 r.) Ukraińskiego Kościoła Prawosławnego Patriarchatu Kijowskiego.

## Życiorys
21 września 1999 wyświęcony został na kapłana. 17 grudnia 2009 w kijowskim soborze św. Włodzimierza otrzymał chirotonię biskupią. Był ordynariuszem eparchii odeskiej, z tytułem biskupa odeskiego i bałckiego.